# Пабло де Олавиде (станция метро)
«Пабло де Олавиде» (исп. Pablo de Olavide) — станция линии 1 метрополитена Севильи. Расположена недалеко от Университета имени Пабло де Олавиде. Станция открылась 2 апреля 2009 года.
Станция является мультизональной, то есть относится к 1 и 2 зоне Севильского метро. На станции установлены платформенные раздвижные двери.